# وندمتم
وندمتم (به انگلیسی: Vandamattom) یک روستا در هند است که در Idukki district واقع شده‌است.